# Északkeleti Egyetem Újságírói Intézet
Az Északkeleti Egyetem Újságírói Intézete a Művészeti, Média és Tervezési Főiskola része. A kooperatív képzés keretében a hallgatók reklámügynökségeknél és nonprofit szervezeteknél is végezhetnek szakmai gyakorlatot.

## Története
A bölcsészettudományi szakterülettel való bővítés részeként 1959-ben az egyetem angol tanszéke újságírói képzést indított. Az 1965-ben alapított újságírói tanszék első vezetője George A. Speers volt; a szervezeti egység 1986-ban intézetté alakult, melynek első igazgatója LaRue Gilleland, a renói Nevadai Egyetem újságírói tanszékének vezetője lett. Regnálása alatt a hallgatói létszám megduplázódott, az oktatói létszám pedig megnégyszereződött. Szerinte egy újságírónak széles látókörrel kell rendelkeznie, így a képzést művészeti és kommunikációs tanegységekkel bővítette. 1985-ös távozását követően elindult a mesterképzés.
A tanszékvezetői posztot 1992 és 1999 között Nicholas Daniloff töltötte be, akit leginkább magas elvárásaival várt ismertté. 2002 és 2014 között a tanszéket Stephen Burgard vezette, aki segítette a digitális korra való átállást, valamint a Művészeti, Média és Tervezési Főiskolába történő integrációt. 2015-ben utódja a Pulitzer-díjas Jonathan Kaufman, a The Wall Street Journal és a The Boston Globe munkatársa lett.

## Kampusz
A főiskola a United Drug Company egykori épületegyüttesében működik, amelyet az egyetem 1961-ben vásárolt meg. Később egy leendő sportlétesítmény miatt három épületet elbontottak, azonban a terveket elvetették, mivel tantermekre és laboratóriumi helyiségekre nagyobb szükség volt.

## Oktatás
A főiskolán újságírói, politikatudományi, büntetőjogi, informatikai, médiatudományi és adattudományi alapképzési, valamint újságírói és médiajogi mesterképzési szakok indulnak. A kooperatív képzésen belüli szakmai gyakorlat három–hat hónapos.

## Média
Az 1926-ban alapított The Huntington News című újság 2008-ban függetlenedett az egyetemtől. A WRBB rádióadó 1962-től működik. A The Scope magazinban helyi hírek szerepelnek, a Storybench pedig adatvizualizációval és oknyomozó újságírással foglalkozik. A Northeastern University TV-n az intézményt érintő hírek mellett sportmérkőzéseket közvetítenek.

## Nevezetes személyek
- Byron Hurt, filmrendező[26]
- Leila Fadel, a National Public Radio nemzetközi tudósítója[27]
- Marc Myers, a The Wall Street Journal munkatársa[28]
- Michael Slackman, a The New York Times munkatársa[29]
- Nat Hentoff, a The New Yorker Magazine munkatársa[30]
- Swati Sharma, a Vox.com főszerkesztője[31]
- Walter V. Robinson, a The Boston Globe oknyomozó újságírója[32]
- Wendy Williams, televíziós személyiség, a The Wendy Williams Show házigazdája[33]
- Will McDonough, a The Boston Globe sportújságírója[34]
- Zolan Kanno-Youngs, a The New York Times tudósítója[35]

## Fordítás
- Ez a szócikk részben vagy egészben  a   Northeastern University School of Journalism című angol Wikipédia-szócikk ezen változatának fordításán alapul.  Az eredeti cikk szerkesztőit annak laptörténete sorolja fel. Ez a jelzés csupán a megfogalmazás eredetét és a szerzői jogokat jelzi, nem szolgál a cikkben szereplő információk forrásmegjelöléseként.